# Superliga de Voleibol Masculina 2015-2016
La Superliga de Voleibol Masculina 2015-2016 si è svolta dal 3 ottobre 2015 al 5 maggio 2016: al torneo hanno partecipato dodici squadre di club spagnole e la vittoria finale è andata per l'undicesima volta, la seconda consecutiva, al Club Voleibol Almería.

## Regolamento

### Formula
Le squadre hanno disputato un girone all'italiana, con gare di andata e ritorno, per un totale di ventidue giornate; al termine della regular season:
- Le prime quattro classificate hanno acceduto ai play-off scudetto, strutturati in semifinali e finale, entrambe giocate al meglio di tre vittorie su cinque gare.
- Le ultime due classificate sono retrocesse in Superliga 2.

### Criteri di classifica
Se il risultato finale è stato di 3-0 o 3-1 sono stati assegnati 3 punti alla squadra vincente e 0 a quella sconfitta, se il risultato finale è stato di 3-2 sono stati assegnati 2 punti alla squadra vincente e 1 a quella sconfitta.
L'ordine del posizionamento in classifica è stato definito in base a:
- Punti;
- Numero di partite vinte;
- Ratio dei set vinti/persi;
- Ratio dei punti realizzati/subiti.

## Squadre partecipanti
Al campionato di Superliga de Voleibol Masculina 2015-16 hanno partecipato dodici squadre: quelle neopromosse dalla Superliga 2 sono state il Club de Voleibol Mediterráneo de Castellón, vincitrice del campionato, e il Club Voleibol Palencia, seconda classificata in campionato; una squadra che ha avuto il diritto di partecipazione, ossia il Club Voleibol Palencia, ha rinunciato all'iscrizione: al posto di questa è stato ripescato il Club Voleibol Melilla.
| Club            | Città                   | Palazzetto                                          | Stagione precedente                                                 |
| --------------- | ----------------------- | --------------------------------------------------- | ------------------------------------------------------------------- |
| Almería         | Almería                 | Pabellón Moisés Ruiz Almería                        | 1ª in Superliga de Voleibol Masculina; Campione di Spagna           |
| Textil          | Cabezón de la Sal       | Pabellón Matilde de la Torre Cabezón de la Sal      | 8ª in Superliga de Voleibol Masculina                               |
| Cáceres         | Cáceres                 | Pabellón Ciudad de Cáceres Cáceres                  | 7ª in Superliga de Voleibol Masculina                               |
| L'Illa-Grau     | Castellón de la Plana   | Ciutat Esportiva Castellón de la Plana              | 9ª in Superliga de Voleibol Masculina                               |
| Mediterráneo    | Castellón de la Plana   | Pabellón Pablo Herrera Castellón de la Plana        | 1ª in Superliga 2 de Voleibol Masculina                             |
| Esquimo         | Dos Hermanas            | Complejos Los Montecillos Dos Hermanas              | 5ª in Superliga de Voleibol Masculina                               |
| Eivissa         | Ibiza                   | Polideportivo de Es Viver Ibiza                     | 4ª in Superliga de Voleibol Masculina; Semifinali play-off scudetto |
| Playa Madrid    | Madrid                  | Complejos Deportivos Entrevías Madrid               | 10ª in Superliga de Voleibol Masculina                              |
| Melilla         | Melilla                 | Pabellón Javier Imbroda Ortiz Melilla               | 3ª in Superliga 2 de Voleibol Masculina                             |
| 7 Islas         | Santa Lucía de Tirajana | Polideportivo de Vecindario Santa Lucía de Tirajana | 6ª in Superliga de Voleibol Masculina                               |
| Río Duero Soria | Soria                   | Pabellón Los Pajaritos Soria                        | 3ª in Superliga de Voleibol Masculina; Semifinali play-off scudetto |
| Teruel          | Teruel                  | Pabellón Municipal Los Planos Teruel                | 2ª in Superliga de Voleibol Masculina; Finale play-off scudetto     |

## Torneo

### Regular season

#### Risultati
| Prima giornata |                      |     |                            |
|                |                      |     |                            |
| 03-10          | Melilla-Almería      | 0-3 | 17-25, 23-25, 14-25        |
| 03-10          | M. Castellón-Teruel  | 1-3 | 17-25, 23-25, 25-23, 20-25 |
| 03-10          | Cáceres-Madrid       | 3-1 | 25-18, 25-7, 23-25, 33-31  |
| 03-10          | Ibiza-Santa Lucía    | 3-1 | 25-17, 25-20, 24-26, 25-21 |
| 03-10          | Soria-G. Castellón   | 3-0 | 25-22, 25-17, 25-20        |
| 04-10          | Dos Hermanas-Cabezón | 3-1 | 25-22, 21-25, 25-21, 26-24 |

| Seconda giornata |                          |     |                            |
|                  |                          |     |                            |
| 10-10            | G. Castellón-Ibiza       | 1-3 | 22-25, 25-21, 18-25, 29-31 |
| 10-10            | Teruel-Dos Hermanas      | 3-1 | 25-17, 30-32, 25-17, 25-14 |
| 10-10            | Santa Lucía-M. Castellón | 1-3 | 26-24, 18-25, 18-25, 20-25 |
| 10-10            | Cabezón-Cáceres          | 0-3 | 21-25, 23-25, 19-25        |
| 10-10            | Almería-Soria            | 3-0 | 25-14, 27-25, 25-12        |
| 11-10            | Madrid-Melilla           | 1-3 | 25-22, 20-25, 23-25, 16-25 |

| Terza giornata |                           |     |                                   |
|                |                           |     |                                   |
| 17-10          | Melilla-Soria             | 3-2 | 24-26, 25-20, 23-25, 29-27, 15-9  |
| 17-10          | M. Castellón-G. Castellón | 2-3 | 19-25, 22-25, 25-15, 25-23, 13-15 |
| 17-10          | Cáceres-Teruel            | 0-3 | 23-25, 17-25, 22-25               |
| 17-10          | Dos Hermanas-Santa Lucía  | 2-3 | 25-16, 25-21, 20-25, 22-25, 13-15 |
| 17-10          | Ibiza-Almería             | 2-3 | 25-23, 27-25, 18-25, 19-25, 13-15 |
| 18-10          | Madrid-Cabezón            | 2-3 | 22-25, 25-27, 29-27, 25-17, 9-15  |

| Quarta giornata |                           |     |                                   |
|                 |                           |     |                                   |
| 24-10           | Almería-M. Castellón      | 3-0 | 25-15, 25-20, 25-15               |
| 29-11           | Santa Lucía-Cáceres       | 3-2 | 21-25, 25-23, 19-25, 25-23, 15-11 |
| 24-10           | Cabezón-Melilla           | 1-3 | 25-23, 16-25, 22-25, 18-25        |
| 24-10           | Soria-Ibiza               | 3-2 | 19-25, 18-25, 25-23, 25-18, 15-12 |
| 24-10           | G. Castellón-Dos Hermanas | 3-2 | 25-18, 18-25, 15-25, 25-18, 15-12 |
| 24-10           | Teruel-Madrid             | 3-0 | 25-13, 25-12, 25-19               |

| Quinta giornata |                      |     |                            |
|                 |                      |     |                            |
| 31-10           | Cáceres-G. Castellón | 3-1 | 26-24, 25-19, 24-26, 25-22 |
| 31-10           | Cabezón-Teruel       | 1-3 | 24-26, 25-19, 21-25, 17-25 |
| 01-11           | Dos Hermanas-Almería | 0-3 | 20-25, 21-25, 15-25        |
| 31-10           | Melilla-Ibiza        | 3-1 | 25-16, 25-18, 21-25, 25-21 |
| 31-10           | M. Castellón-Soria   | 1-3 | 24-26, 25-22, 20-25, 21-25 |
| 06-12           | Madrid-Santa Lucía   | 3-0 | 25-11, 25-20, 25-12        |

| Sesta giornata |                     |     |                            |
|                |                     |     |                            |
| 07-11          | G. Castellón-Madrid | 3-0 | 26-24, 25-22, 28-26        |
| 07-11          | Teruel-Melilla      | 3-0 | 25-14, 25-15, 25-21        |
| 07-11          | Santa Lucía-Cabezón | 3-0 | 29-27, 25-17, 25-22        |
| 07-11          | Almería-Cáceres     | 3-0 | 25-17, 25-15, 25-18        |
| 07-11          | Ibiza-M. Castellón  | 3-0 | 25-17, 25-21, 25-19        |
| 07-11          | Soria-Dos Hermanas  | 1-3 | 23-25, 25-22, 19-25, 20-25 |

| Settima giornata |                      |     |                                   |
|                  |                      |     |                                   |
| 14-11            | Teruel-Santa Lucía   | 3-1 | 21-25, 25-17, 25-18, 25-18        |
| 14-11            | Melilla-M. Castellón | 2-3 | 25-18, 23-25, 25-19, 18-25, 16-18 |
| 14-11            | Cáceres-Soria        | 0-3 | 24-26, 16-25, 22-25               |
| 14-11            | Cabezón-G. Castellón | 3-2 | 20-25, 25-22, 23-25, 25-14, 15-13 |
| 15-11            | Dos Hermanas-Ibiza   | 3-2 | 21-25, 25-20, 22-25, 31-29, 19-17 |
| 15-11            | Madrid-Almería       | 0-3 | 19-25, 17-25, 19-25               |

| Ottava giornata |                           |     |                                   |
|                 |                           |     |                                   |
| 21-11           | Almería-Cabezón           | 3-0 | 25-9, 25-18, 25-20                |
| 21-11           | G. Castellón-Teruel       | 1-3 | 20-25, 16-25, 25-21, 18-25        |
| 21-11           | M. Castellón-Dos Hermanas | 0-3 | 21-25, 16-25, 18-25               |
| 21-11           | Santa Lucía-Melilla       | 2-3 | 25-19, 24-26, 22-25, 25-22, 11-15 |
| 21-11           | Ibiza-Cáceres             | 3-0 | 25-18, 25-16, 25-19               |
| 21-11           | Soria-Madrid              | 2-3 | 17-25, 25-23, 25-19, 21-25, 13-15 |

| Nona giornata |                          |     |                                   |
|               |                          |     |                                   |
| 28-11         | Melilla-Dos Hermanas     | 3-2 | 27-25, 30-28, 18-25, 27-29, 15-11 |
| 28-11         | Teruel-Almería           | 1-3 | 16-25, 25-22, 26-28, 21-25        |
| 28-11         | Cáceres-M. Castellón     | 3-2 | 25-19, 17-25, 25-23, 20-25, 15-8  |
| 28-11         | Cabezón-Soria            | 0-3 | 16-25, 14-25, 14-25               |
| 28-11         | Santa Lucía-G. Castellón | 3-0 | 25-19, 25-15, 33-31               |
| 29-11         | Madrid-Ibiza             | 3-2 | 25-23, 25-21, 25-27, 14-25, 15-11 |

| Decima giornata |                      |     |                                  |
|                 |                      |     |                                  |
| 05-12           | M. Castellón-Madrid  | 2-3 | 25-18, 19-25, 26-28, 30-28, 4-15 |
| 05-12           | Melilla-G. Castellón | 3-1 | 25-17, 27-25, 22-25, 25-18       |
| 05-12           | Dos Hermanas-Cáceres | 3-1 | 25-20, 25-23, 16-25, 25-20       |
| 05-12           | Ibiza-Cabezón        | 3-0 | 25-22, 25-17, 25-18              |
| 05-12           | Soria-Teruel         | 1-3 | 25-21, 23-25, 19-25, 17-25       |
| 05-12           | Almería-Santa Lucía  | 3-0 | 25-15, 25-14, 25-23              |

| Undicesima giornata |                      |     |                                   |
|                     |                      |     |                                   |
| 12-12               | Santa Lucía-Soria    | 0-3 | 22-25, 20-25, 23-25               |
| 12-12               | Teruel-Ibiza         | 2-3 | 24-26, 25-18, 21-25, 25-22, 13-15 |
| 12-12               | Cáceres-Melilla      | 2-3 | 23-25, 25-18, 25-22, 19-25, 9-15  |
| 12-12               | Cabezón-M. Castellón | 3-0 | 25-16, 25-19, 30-28               |
| 12-12               | G. Castellón-Almería | 0-3 | 19-25, 13-25, 21-25               |
| 12-12               | Madrid-Dos Hermanas  | 3-1 | 27-25, 21-25, 25-18, 31-29        |

| Dodicesima giornata |                      |     |                                   |
|                     |                      |     |                                   |
| 19-12               | Almería-Melilla      | 3-1 | 25-16, 22-25, 25-21, 25-17        |
| 19-12               | Teruel-M. Castellón  | 3-0 | 25-15, 25-18, 25-12               |
| 19-12               | Madrid-Cáceres       | 3-0 | 25-22, 25-20, 25-23               |
| 19-12               | Santa Lucía-Ibiza    | 0-3 | 20-25, 24-26, 23-25               |
| 19-12               | G. Castellón-Soria   | 0-3 | 20-25, 26-28, 21-25               |
| 19-12               | Cabezón-Dos Hermanas | 3-2 | 22-25, 25-23, 25-18, 24-26, 15-13 |

| Tredicesima giornata |                          |     |                            |
|                      |                          |     |                            |
| 16-01                | Ibiza-G. Castellón       | 3-1 | 25-16, 21-25, 25-18, 25-14 |
| 17-01                | Dos Hermanas-Teruel      | 1-3 | 19-25, 25-19, 15-25, 26-28 |
| 16-01                | M. Castellón-Santa Lucía | 3-1 | 24-26, 25-18, 25-20, 25-20 |
| 17-01                | Cáceres-Cabezón          | 3-0 | 25-21, 25-17, 25-21        |
| 16-01                | Soria-Almería            | 0-3 | 22-25, 21-25, 20-25        |
| 16-01                | Melilla-Madrid           | 3-0 | 25-17, 25-9, 26-24         |

| Quattordicesima giornata |                           |     |                     |
|                          |                           |     |                     |
| 23-01                    | Soria-Melilla             | 3-0 | 25-14, 25-23, 32-30 |
| 23-01                    | G. Castellón-M. Castellón | 0-3 | 24-26, 23-25, 21-25 |
| 23-01                    | Teruel-Cáceres            | 3-0 | 25-18, 25-13, 25-16 |
| 23-01                    | Santa Lucía-Dos Hermanas  | 3-0 | 25-23, 25-18, 25-19 |
| 23-01                    | Almería-Ibiza             | 3-0 | 25-21, 25-21, 25-22 |
| 23-01                    | Cabezón-Madrid            | 3-0 | 25-20, 25-19, 25-18 |

| Quindicesima giornata |                           |     |                                   |
|                       |                           |     |                                   |
| 30-01                 | M. Castellón-Almería      | 0-3 | 19-25, 18-25, 16-25               |
| 30-01                 | Cáceres-Santa Lucía       | 1-3 | 27-29, 25-23, 21-25, 24-26        |
| 30-01                 | Melilla-Cabezón           | 3-2 | 25-23, 25-20, 24-26, 22-25, 15-11 |
| 30-01                 | Ibiza-Soria               | 3-0 | 25-21, 25-15, 25-20               |
| 31-01                 | Dos Hermanas-G. Castellón | 3-1 | 26-28, 25-18, 25-15, 25-20        |
| 31-01                 | Madrid-Teruel             | 0-3 | 13-25, 13-25, 14-25               |

| Sedicesima giornata |                      |     |                            |
|                     |                      |     |                            |
| 06-02               | G. Castellón-Cáceres | 1-3 | 25-20, 20-25, 18-25, 17-25 |
| 06-02               | Teruel-Cabezón       | 3-0 | 25-10, 25-23, 25-14        |
| 06-02               | Almería-Dos Hermanas | 3-0 | 25-13, 25-19, 25-20        |
| 06-02               | Ibiza-Melilla        | 3-1 | 25-20, 25-17, 29-31, 25-22 |
| 06-02               | Soria-M. Castellón   | 3-1 | 25-19, 21-25, 25-11, 31-29 |
| 07-02               | Santa Lucía-Madrid   | 3-0 | 25-14, 25-15, 25-13        |

| Diciassettesima giornata |                     |     |                                   |
|                          |                     |     |                                   |
| 14-02                    | Madrid-G. Castellón | 3-2 | 25-21, 26-24, 19-25, 23-25, 15-10 |
| 13-02                    | Melilla-Teruel      | 1-3 | 10-25, 21-25, 27-25, 17-25        |
| 13-02                    | Cabezón-Santa Lucía | 3-2 | 22-25, 25-23, 19-25, 25-18, 15-11 |
| 13-02                    | Cáceres-Almería     | 0-3 | 13-25, 17-25, 13-25               |
| 13-02                    | M. Castellón-Ibiza  | 2-3 | 23-25, 24-26, 25-23, 25-22, 11-15 |
| 14-02                    | Dos Hermanas-Soria  | 2-3 | 18-25, 30-28, 20-25, 25-19, 17-19 |

| Diciottesima giornata |                      |     |                                   |
|                       |                      |     |                                   |
| 13-03                 | Santa Lucía-Teruel   | 1-3 | 17-25, 21-25, 25-23, 19-25        |
| 20-02                 | M. Castellón-Melilla | 2-3 | 26-24, 20-25, 25-21, 21-25, 13-15 |
| 20-02                 | Soria-Cáceres        | 3-1 | 25-22, 25-22, 22-25, 25-23        |
| 20-02                 | G. Castellón-Cabezón | 0-3 | 23-25, 21-25, 20-25               |
| 20-02                 | Ibiza-Dos Hermanas   | 3-0 | 25-20, 25-18, 25-23               |
| 20-02                 | Almería-Madrid       | 3-0 | 25-14, 25-9, 25-10                |

| Diciannovesima giornata |                           |     |                                   |
|                         |                           |     |                                   |
| 05-03                   | Cabezón-Almería           | 1-3 | 25-23, 13-25, 18-25, 21-25        |
| 05-03                   | Teruel-G. Castellón       | 3-0 | 25-15, 27-25, 25-12               |
| 06-03                   | Dos Hermanas-M. Castellón | 2-3 | 19-25, 25-21, 25-22, 25-27, 17-19 |
| 05-03                   | Melilla-Santa Lucía       | 0-3 | 22-25, 19-25, 22-25               |
| 05-03                   | Cáceres-Ibiza             | 0-3 | 15-25, 22-25, 15-25               |
| 06-03                   | Madrid-Soria              | 1-3 | 19-25, 16-25, 25-22, 20-25        |

| Ventesima giornata |                          |     |                                   |
|                    |                          |     |                                   |
| 13-03              | Dos Hermanas-Melilla     | 3-1 | 23-25, 25-18, 25-21, 25-23        |
| 12-03              | Almería-Teruel           | 2-3 | 26-24, 25-23, 18-25, 23-25, 10-15 |
| 12-03              | M. Castellón-Cáceres     | 3-0 | 31-29, 25-16, 25-18               |
| 12-03              | Soria-Cabezón            | 3-0 | 26-24, 25-16, 25-23               |
| 12-03              | G. Castellón-Santa Lucía | 2-3 | 25-16, 18-25, 15-25, 25-20, 17-19 |
| 12-03              | Ibiza-Madrid             | 3-0 | 25-10, 25-16, 25-17               |

| Ventunesima giornata |                      |     |                                   |
|                      |                      |     |                                   |
| 19-03                | Madrid-M. Castellón  | 1-3 | 28-26, 16-25, 23-25, 12-25        |
| 19-03                | G. Castellón-Melilla | 2-3 | 26-24, 25-23, 22-25, 20-25, 13-15 |
| 19-03                | Cáceres-Dos Hermanas | 1-3 | 25-23, 22-25, 23-25, 23-25        |
| 19-03                | Cabezón-Ibiza        | 1-3 | 25-21, 21-25, 16-25, 19-25        |
| 19-03                | Teruel-Soria         | 3-0 | 25-17, 25-20, 25-19               |
| 19-03                | Santa Lucía-Almería  | 0-3 | 14-25, 18-25, 16-25               |

| Ventiduesima giornata |                      |     |                                   |
|                       |                      |     |                                   |
| 02-04                 | Soria-Santa Lucía    | 3-0 | 25-23, 25-17, 26-24               |
| 02-04                 | Ibiza-Teruel         | 2-3 | 25-23, 22-25, 26-24, 23-25, 13-15 |
| 02-04                 | Melilla-Cáceres      | 2-3 | 25-21, 21-25, 23-25, 25-14, 14-16 |
| 02-04                 | M. Castellón-Cabezón | 3-2 | 19-25, 16-25, 25-17, 25-15, 15-12 |
| 02-04                 | Almería-G. Castellón | 3-0 | 25-11, 25-16, 25-15               |
| 02-04                 | Dos Hermanas-Madrid  | 3-0 | 25-17, 27-25, 25-17               |

#### Classifica
| Pos. | Squadra         | Pt | G  | V  | P  | SV | SP | Ratio | PF    | PS    | Ratio |
| ---- | --------------- | -- | -- | -- | -- | -- | -- | ----- | ----- | ----- | ----- |
| 1.   | Almería         | 63 | 22 | 21 | 1  | 65 | 8  | 8.125 | 1 787 | 1 324 | 1.349 |
| 2.   | Teruel          | 59 | 22 | 20 | 2  | 63 | 19 | 3.315 | 1 978 | 1 595 | 1.240 |
| 3.   | Eivissa         | 48 | 22 | 15 | 7  | 56 | 30 | 1.866 | 1 996 | 1 804 | 1.106 |
| 4.   | Río Duero Soria | 42 | 22 | 14 | 8  | 48 | 32 | 1.500 | 1 830 | 1 768 | 1.035 |
| 5.   | Esquimo         | 32 | 22 | 9  | 13 | 42 | 47 | 0.893 | 1 990 | 2 022 | 0.984 |
| 6.   | Melilla         | 31 | 22 | 12 | 10 | 44 | 48 | 0.916 | 2 024 | 2 041 | 0.991 |
| 7.   | 7 Islas         | 26 | 22 | 9  | 13 | 36 | 46 | 0.782 | 1 760 | 1 861 | 0.945 |
| 8.   | Mediterráneo    | 26 | 22 | 8  | 14 | 37 | 51 | 0,725 | 1 878 | 1 981 | 0.948 |
| 9.   | Cáceres         | 21 | 22 | 7  | 15 | 29 | 52 | 0.557 | 1 729 | 1 863 | 0.928 |
| 10.  | Textil          | 19 | 22 | 7  | 15 | 30 | 53 | 0.566 | 1 729 | 1 900 | 0.910 |
| 11.  | Playa Madrid    | 18 | 22 | 7  | 15 | 27 | 54 | 0.500 | 1 616 | 1 891 | 0.854 |
| 12.  | L'Illa-Grau     | 11 | 22 | 3  | 19 | 24 | 61 | 0.393 | 1 743 | 2 010 | 0.867 |

| Qualificata ai play-off scudetto | Retrocessa in Superliga 2 de Voleibol Masculina |

### Play-off scudetto
|  | Semifinali      | Semifinali      | Semifinali      | Semifinali      | Semifinali | Semifinali | Semifinali |  |  | Finale  | Finale  | Finale | Finale | Finale | Finale | Finale |  |
|  |                 |                 |                 |                 |            |            |            |  |  |         |         |        |        |        |        |        |  |
|  | Almería         | Almería         | Almería         | Almería         | 3          | 3          | 3          |  |  |         |         |        |        |        |        |        |  |
|  | Río Duero Soria | Río Duero Soria | Río Duero Soria | Río Duero Soria | 0          | 0          | 1          |  |  | Almería | Almería | 2      | 3      | 0      | 3      | 3      |  |
|  | Teruel          | Teruel          | Teruel          | Teruel          | 3          | 3          | 3          |  |  | Teruel  | Teruel  | 3      | 0      | 3      | 2      | 0      |  |
|  | Eivissa         | Eivissa         | Eivissa         | Eivissa         | 1          | 1          | 1          |  |  |         |         |        |        |        |        |        |  |

#### Risultati
| Semifinali |               |     |                            |
|            |               |     |                            |
| 09-04      | Teruel-Ibiza  | 3-1 | 25-16, 25-17, 17-25, 25-20 |
| 09-04      | Almería-Soria | 3-0 | 25-23, 25-7, 25-19         |

| 10-04 | Teruel-Ibiza  | 3-1 | 18-25, 25-19, 25-13, 25-17 |
| 10-04 | Almería-Soria | 3-0 | 25-22, 25-19, 25-15        |

| 16-04 | Ibiza-Teruel  | 1-3 | 25-22, 11-25, 21-25, 26-28 |
| 16-04 | Soria-Almería | 1-3 | 17-25, 34-32, 23-25, 22-25 |

| Finale |                |     |                                   |
|        |                |     |                                   |
| 23-04  | Almería-Teruel | 2-3 | 20-25, 28-26, 25-15, 25-27, 8-15  |
| 24-04  | Almería-Teruel | 3-0 | 25-23, 25-14, 25-13               |
| 30-04  | Teruel-Almería | 3-0 | 28-26, 28-26, 25-22               |
| 01-05  | Teruel-Almería | 2-3 | 25-17, 25-15, 24-26, 22-25, 13-15 |
| 05-05  | Almería-Teruel | 3-0 | 25-22, 25-22, 28-26               |

## Statistiche
| Rendimento individuale | Rendimento individuale | Rendimento individuale | Rendimento individuale |
| Pos.                   | Nome                   | Punti                  | Squadra                |
| ---------------------- | ---------------------- | ---------------------- | ---------------------- |
| 1                      | Marcilio Braga         | 496                    | Almería                |
| 2                      | Raúl Muñoz             | 448                    | Eivissa                |
| 3                      | Francisco Ruiz         | 419                    | Teruel                 |
| 4                      | José María Castellano  | 409                    | Esquimo                |
| 5                      | Guillerme Hage         | 395                    | Almería                |
| 6                      | Miguel Mateo           | 368                    | Textil                 |
| 7                      | Manuel Salvador        | 366                    | Río Duero Soria        |
| 8                      | Juan Carlos Barcala    | 364                    | Teruel                 |
| 9                      | Carlos Jiménez         | 362                    | Río Duero Soria        |
| 9                      | Juan Díaz-Romeral      | 362                    | Cáceres                |

| Attacchi vincenti | Attacchi vincenti     | Attacchi vincenti | Attacchi vincenti |
| Pos.              | Nome                  | Punti             | Squadra           |
| ----------------- | --------------------- | ----------------- | ----------------- |
| 1                 | Marcilio Braga        | 425               | Almería           |
| 2                 | Raúl Muñoz            | 383               | Eivissa           |
| 3                 | José María Castellano | 369               | Esquimo           |
| 4                 | Francisco Ruiz        | 331               | Teruel            |
| 5                 | Miguel Mateo          | 323               | Textil            |
| 6                 | Juan Díaz-Romeral     | 318               | Cáceres           |
| 7                 | Juan Carlos Barcala   | 314               | Teruel            |
| 8                 | Manuel Salvador       | 309               | Río Duero Soria   |
| 9                 | Carlos Jiménez        | 307               | Río Duero Soria   |
| 10                | Nicolás Ronchi        | 300               | Eivissa           |

| Muri vincenti | Muri vincenti     | Muri vincenti | Muri vincenti   |
| Pos.          | Nome              | Punti         | Squadra         |
| ------------- | ----------------- | ------------- | --------------- |
| 1             | Moises Cezar      | 104           | Almería         |
| 2             | Borja Ruíz        | 91            | Almería         |
| 3             | Alejandro Vigil   | 81            | Teruel          |
| 4             | Daniel Macarro    | 74            | Río Duero Soria |
| 5             | Cristian Palacios | 70            | Cáceres         |
| 6             | Jean Diedhiou     | 68            | Eivissa         |
| 6             | Guillerme Hage    | 68            | Almería         |
| 8             | Ivan Vlasev       | 67            | Playa Madrid    |
| 9             | José Cabrera      | 58            | Esquimo         |
| 10            | Aitor Canca       | 56            | Melilla         |

| Battute vincenti | Battute vincenti  | Battute vincenti | Battute vincenti |
| Pos.             | Nome              | Punti            | Squadra          |
| ---------------- | ----------------- | ---------------- | ---------------- |
| 1                | Francisco Ruiz    | 48               | Teruel           |
| 2                | Marcilio Braga    | 44               | Almería          |
| 3                | Raúl Muñoz        | 42               | Eivissa          |
| 4                | Mario Gonçalvez   | 40               | Melilla          |
| 4                | Vicente Monfort   | 40               | Melilla          |
| 6                | Humberto Machacón | 35               | Esquimo          |
| 7                | Manuel Salvador   | 34               | Río Duero Soria  |
| 8                | Jesús Bruque      | 29               | Eivissa          |
| 8                | Guillerme Hage    | 29               | Almería          |
| 10               | Carlos Jiménez    | 26               | Río Duero Soria  |
| 10               | Juan Díaz-Romeral | 26               | Cáceres          |

NB: I dati sono riferiti all'intero torneo.